# 월인석보 권15
월인석보 권15(月印釋譜 卷十五)는 대한민국 전북특별자치도 순창군 복흥면 봉덕리, 구암사에 있는, 조선 세조5년(1459)의 책이다. 2000년 12월 22일 대한민국의 보물 제745-10호로 지정되었다.

## 개요
순창(淳昌) 구암사(龜巖寺)에서 발견된 월인석보 권15(月印釋譜 卷十五)는 그 동안 완전한 상태로 전존(傳存)되는 판본이 없었다는 점에서, 초간본(初刊本)으로서 중요한 의미를 지니고 있다.
이는 1998년에 소개된 바 있는 성암본(誠庵本)이 모두 30장에 불과한 점으로 보아, 구암사본(龜巖寺本)은 비록 앞뒤의 표지(表紙)가 결락되어 있으나, 본문에는 낙장(落張)이 전혀 없는 완전한 상태여서 학술 및 문화재적 가치가 높다.
더욱이 월인석보 권15(月印釋譜 卷十五)는 완전한 초간초쇄본('初刊初刷本')이라는 점에서 그 진가가 높다.

## 같이 보기
- 월인석보

## 참고 자료
- 월인석보 권15 - 국가유산청 국가유산포털